# (132524) APL
(132524) APL – mała planetoida z głównego pasa planetoid.

## Odkrycie i nazwa
Obiekt został odkryty 9 maja 2002 roku przez obserwatorium programu LINEAR. Planetoida ta nosiła najpierw prowizoryczne oznaczenie 2002 JF56. Jej oficjalna nazwa pochodzi od skrótu nazwy Johns Hopkins Applied Physics Lab, który to instytut kieruje misją New Horizons.

## Orbita
Orbita planetoidy (132524) APL jest nachylona pod kątem 4,16˚ do ekliptyki, a jej mimośród wynosi 0,274. Ciało to krąży w średniej odległości 2,6 j.a. wokół Słońca. Peryhelium orbity znajduje się 1,89 j.a., a aphelium 3,31 j.a. od Słońca. Na jeden obieg Słońca planetoida ta potrzebuje 4,20 roku.

## Właściwości fizyczne
Jest to małe ciało, którego wielkość szacuje się na 2,5 km; ma najprawdopodobniej nieregularny kształt. Jego absolutna wielkość gwiazdowa wynosi ok. 15,4m.
W dniu 13 czerwca 2006 roku sonda kosmiczna New Horizons zbliżyła się na odległość około 102 000 km od tej planetoidy. Przelot wykorzystano do przetestowania instrumentów sondy i jej zdolności do obserwowania szybko poruszających się względem niej obiektów.